# Grant Hackett
Grant George Hackett (Southport, 9 maggio 1980) è un nuotatore australiano.
Ha vinto la gara dei 1500 m sl sia alle Olimpiadi di Sydney 2000 che di Atene 2004, diventando così uno dei più noti fondisti australiani di tutti i tempi. Ha anche vinto la medaglia d'argento, sempre a Sydney, per aver nuotato una frazione nella staffetta 4x200 m sl. È molto conosciuto per la sua versatilità, essendo il più veloce nuotatore nei 1500 m e negli 800 m stile libero, nonché il secondo e il quarto rispettivamente nelle graduatorie dei 400 m e dei 200 m stile libero.
Con i suoi 198 cm di altezza e i suoi 95 kg di peso, Grant Hackett è una figura imponente dotata di grande forza fisica e di eccezionale resistenza. Lo ha più volte dimostrato, a Sydney quando ha vinto non essendosi totalmente ripreso da una malattia, e ad Atene dove, con un polmone parzialmente collassato, ha difeso il primato da avversari come Larsen Jensen e David Davies, di 6 anni più giovani.
Nel 2005 la nazionale australiana ha introdotto la figura del capitano per la squadra di nuoto. Hackett fu insignito di questo titolo e guidò l'Australia ai Campionati del Mondo di Montréal, Canada. Vinse la medaglia d'oro nei 400 m, 800 m e 1500 m stile libero, primo in assoluto a compiere questa impresa. Nello stesso anno fu nominato Nuotatore dell'Anno 2005.
Nel novembre 2005 Hackett annunciò il suo ritiro dai Giochi del Commonwealth a causa di un intervento chirurgico per un infortunio alla spalla.
Nel luglio 2006 ha reso pubblico il suo fidanzamento con la cantante australiana Candice Alley.
Nell'ottobre 2008 dopo le Olimpiadi Hackett ha annunciato il ritiro dall'attività agonistica. Nel 2015 rientra in attività centrando la qualificazione ai Mondiali nella staffetta 4x200 m stile libero. Nella competizione iridata conquista la medaglia di bronzo in staffetta, pur disputando solo la batteria e non la finale.
Nel 2014 è diventato uno dei Membri dell'International Swimming Hall of Fame.

## Carriera
Hackett è nato a Southport, sulla Gold Coast di Queensland; si fece notare al debutto nel 1997 ai Campionati panpacifici, in cui vinse per la prima volta i 1500 m stile libero.
Ha anche vinto i 400 m, registrando la sua unica vittoria su Ian Thorpe (non ancora famoso) in una competizione internazionale. Si ripeté anche ai campionati del mondo del 1998, ma fu battuto di misura da Thorpe nei 400 m, venendo beffato nell'ultima vasca. Hackett partecipò inoltre alla staffetta vincente nella 4x200 m stile libero insieme a Thorpe, Michael Klim e Daniel Kowalsky, dando inizio a una serie di sei vittorie sugli Stati Uniti. Questi risultati furono replicati ai Giochi del Commonwealth del 1998 a Kuala Lumpur. Dal 1997 al 2006 Hackett rimase imbattuto nei 1500 m stile libero in ogni competizione importante, compresi i Campionati del Mondo, le Olimpiadi, i Campionati panpacifici, i Giochi del Commonwealth e i campionati australiani. Ai campionati australiani in corta del 1998 Hackett frantumò di 7" scarsi il record di Perkins sui 1500 portandolo a 14'19"55.
Nel 1999 Grant Hackett siglò il suo primo record del mondo ai trials australiani di Brisbane per i PanPacifici, infrangendo il precedente limite dell'italiano Giorgio Lamberti sui 200 m stile libero, che resisteva da ben 10 anni chiudendo in 1'46"67, nuotato in prima frazione di staffetta. Ai mondiali in corta di Hong Kong Hackett polverizzò il primato dei 400 portandolo a 3'35"01, quasi 5" meno del vecchio record sconfiggendo Thorpe. Vinse inoltre in 14'32"87 i 1500, mentre la staffetta australiana della 4x200 fu squalificata. Il record sui 200 m non ebbe vita lunga, in quanto fu superato da Thorpe ai Campionati Pan-Pacifici del 1999, nonostante anche Hackett avesse migliorato la propria prestazione. Hackett vinse poi i 1500 m stile libero in 14'45"60 e contribuì a stabilire il nuovo record del mondo per la staffetta 4x200 m insieme a Thorpe, Klim e Bill Kirby con 7'08"79, nuotando 1'46"30 lanciato.
Ai trials per le Olimpiadi Hackett batté Perkins nei 1500, arrivò terzo nei 200 e nei 400 si prese 10" di ritardo da Thorpe. All'avvio delle Olimpiadi di Sydney 2000 Hackett era il favorito nei 1500 m, e aveva buone possibilità anche nei 200 m e 400 m, ma sfortunatamente fu colpito da un virus, e nelle gare brevi arrivò ben lontano dal suoi risultati migliori, finendo 8º nei 200 m in 1'49"46 e 7º nei 400 m in 3'48"33. A questo seguì una prestazione decisamente lenta nelle batterie della 4x200 m sl, ragion per cui fu escluso dal quartetto e rimpiazzato da Todd Pearson. Nella finale dei 1500 m sl, a cui Hackett si era qualificato con il terzo tempo, dietro al favorito Kieren Perkins, venne acclamato a gran voce dal pubblico, riuscendo a impostare una gara aggressiva, con la quale raggiunse la medaglia d'oro con il tempo di 14'48"33.
Ai Trials per i Campionati del mondo 2001, Hackett arrivò secondo nei 400 dietro Thorpe, mentre vinse i 1500. Negli 800 con 7'44 batté il record di Perkins, ma fu Thorpe lo precedette di buoni 3". Ai Campionati del Mondo del 2001 a Fukuoka, Hackett arrivò al meglio della forma, riuscendo a ritoccare i suoi primati personali nei 400 m (3'42"51), migliorandolo di 2", e negli 800 m stile libero (7'40"34), finendo però sempre dietro a Thorpe. Nei 400 m riuscì a stargli vicino fino ai 200, poi Thorpe lo staccò. Negli 800 m Hackett transitò ai 750 un centesimo davanti a Thorpe, che gli diede un secondo nell'ultima vasca e lo sconfisse nonostante anche Hackett fosse sceso sotto il precedente limite mondiale. Insieme con Thorpe, Klim e Kirby contribuì poi a migliorare il record nella 4x200 m fino a 7'04"66, nuotando un ottimo 1'46"11, tempo che fino al 2007 resterà imbattuto, ed inoltre l'Italia che arrivò seconda fu staccata di 6". Nei 1500 m Grant attaccò subito (passaggio in 54"19 ai 100 m) ma poi rallentò transitando in 7'44"47 agli 800, comunque 1"5 sotto al record di Perkins e con il pubblico che lo acclamava stabilì un pazzesco primato del mondo migliorando di 7" il precedente record portandolo a 14'34"56.
La settimana successiva ai Campionati Australiani in corta ottenne con la 4x200 anche il record in corta, poi distrusse di 9"32 il record di Perkins sugli 800 e lo portò a 7'25"58. La settimana fece 14'10"10 sui 1500 nuotando un 50 in più.
Replicò i risultati ai Giochi del Commonwealth nel 2002 a Manchester, dove vinse l'argento in 3'43"48 sui 400, l'oro con la 4x100 stile e la 4x200 e l'oro nei 1500. Ai Campionati panpacifici a Yokohama si segnalò per il 14'41"65 sui 1500 m vincendo anche gli 800 in 7'44"47.Vinse un altro oro con la 4x200. Ai Campionati Australiani in corta Hackett ritoccò il primato sui 400 facendo 3'34"58. Nel 2003 ai Campionati del Mondo a Barcellona, vinse i 1500 m in 14'43"14 e la 4x200 m e finì dietro a Thorpe nei 400 m in 3'45"28 e nei 200 m, dove fu battuto anche da Van den Hoogenband vincendo il bronzo in 1'46"85. Vinse anche gli 800 m poiché Thorpe decise di non nuotarli e dopo essere stato a lungo in linea col primato perse e chiuse in 7'43"82.
Ad Atene 2004 Hackett si è presentato con un polmone parzialmente collassato, ciononostante è arrivato quinto nei 200 m in 1'46"56, secondo per due decimi dietro a Thorpe nei 400 in 3'43"36 ed ha difeso il suo titolo nei 1500 in 14'43"40, record olimpico. Ha inoltre vinto l'argento nella 4x200 m stile libero con 7'07"46, nuotando un non eccezionale 1'47"50 in prima frazione.
Ai Campionati del mondo a Montréal, con il titolo di capitano Hackett vinse in 3'42"91 i 400 m, arrivò secondo nei 200 in 1'46"13 dietro Phelps. Negli 800 fece una partenza velocissima accumulando 4" sul record di Thorpe. Ai 750 m Hackett aveva quasi 3" si vantaggio, ma era stanco e perse molto nell'ultima vasca, riuscendo però a battere il record di Thorpe facendo 7'38"65. Nei 1500 fece 14'42"58 dopo essere stato fino ai 700 m a meno di un secondo dal primato ed infine nella 4x200 vinse il bronzo nuotando un ottimo 1'44"84 in ultima frazione. Il fenomeno australiano diventa così il primo nuotatore della storia a vincere 400 m, 800 m e 1500 m stile libero in una sola edizione dei campionati mondiali; quell'anno sarà nominato "nuotatore dell'anno".
Rinunciò ai giochi del Commonwealth del 2006 per problemi fisici, infatti ai mondiali di Melbourne Hackett gareggiò con un infortunio alla spalla e nonostante l'argento nei 400, arrivò settimo negli 800 e nei 1500, ben lontano dai suoi tempi perdendo anche se per infortunio un 1500 dal 1997.
Nell'estate 2007 ha nuotato in 7'27 gli 800 in corta ed ha stabilito il nuovo primato con la 4x200 in corta con il tempo di 6'52"66, nuotando 1'42"75 in seconda frazione.
Ai Trials australiani per Pechino Hackett ha vinto i 200 in 1'47"05, i 400 in 3'43"05 ed i 1500 in 14'48"65.
Ai Campionati Australiani in corta a luglio, Hackett migliorò il primato sugli 800 (7'23"42).
Ai Giochi olimpici di Pechino 2008, dopo un deludente sesto posto nei 400 in 3'43"84 ha raccolto prima il bronzo nella 4x200, poi un argento nei 1500 in 14'41"53 dietro il tunisino Oussama Mellouli, vincitore in 14'40"84, dopo aver stabilito il nuovo record olimpico in batteria con 14'38"92, Hackett manca così per pochissimo (meno di un secondo) l'impresa di diventare il primo nuotatore a vincere la stessa disciplina per 3 olimpiadi consecutive.
Ritiratosi alla conclusione della stagione 2008, Hackett ritorna all'attività nel 2015, partecipando ai campionati australiani validi per la qualificazione ai mondiali di Kazan', ottenendo un terzo posto nei 400 sl e un quarto sui 200 sl, mancando la qualificazione individuale ai Mondiali, ma ottenendo un posto nella staffetta 4x200 sl, nella quale conquista il terzo posto, disputando tuttavia solamente la batteria, venendo sostituito in finale da Cameron McEvoy.

## Migliori prestazioni personali
Vasca lunga
- 200 m sl 1'45"61
- 400 m sl 3'42"51
- 800 m sl 7'38"65
- 1500 m sl 14'34"56

Vasca corta
- 400 m sl 3'34"58
- 800 m sl 7'23"42
- 1500 m sl 14'10"10

## Palmarès
- Olimpiadi

Sydney 2000: oro nei 1500m sl e nella 4x200m sl.
Atene 2004: oro nei 1500m sl, argento nei 400m sl e nella 4x200m sl.
Pechino 2008: argento nei 1500m sl e bronzo nella 4x200m sl.
- Mondiali

Perth 1998: oro nei 1500m sl e nella 4x200m sl e argento nei 400m sl.
Fukuoka 2001: oro nei 1500m sl e nella 4x200m sl, argento nei 400m sl e negli 800m sl.
Barcellona 2003: oro negli 800m sl, nei 1500m sl e nella 4x200m sl, argento nei 400m sl e bronzo nei 200m sl.
Montreal 2005: oro nei 400m sl, negli 800m e nei 1500m sl, argento nei 200m sl e bronzo nella 4x200m sl.
Melbourne 2007: argento nei 400m sl.
Kazan 2015: bronzo nella 4x200m sl.
- Mondiali in vasca corta

Goteborg 1997: oro nei 1500m sl e nella 4x200m sl e bronzo nei 400m sl.
Hong Kong 1999: oro nei 400m sl e nei 1500m sl.
Mosca 2002: oro nei 400m sl, nei 1500m sl e nella 4x200m sl.
- Campionati panpacifici

Fukuoka 1997: oro nei 400m, negli 800m sl e nei 1500m sl e argento nella 4x200m sl.
Sydney 1999: oro nei 1500m sl e nella 4x200m sl e argento nei 400m sl.
Yokohama 2002: oro negli 800m sl, nei 1500m sl, nella 4x100m sl e nella 4x200m sl, argento nei 200m sl e nei 400m sl.
- Giochi del Commonwealth

Kuala Lumpur 1998: oro nei 1500m sl e nella 4x200m sl e argento nei 400m sl.
Manchester 2002: oro nei 1500m sl, nella 4x100m sl e nella 4x200m sl, argento nei 200m sl e nei 400m sl.

## Riconoscimenti
- World Swimmer of the Year: 2005
- Pacific Rim Swimmer of the Year: 2005